# Rebola na Boa
"Rebola na Boa" é uma canção do gênero dance music da banda Mr. Jam, que foi lançada como single de trabalho do álbum Mr. Jam em 1999. Ela tornou-se notória por fazer parte do jogo eletrônico Pump It Up e por ter sido tema de abertura da telenovela da Rede Globo Vila Madalena.
Segundo o site somdoradio.com, ela foi a 207ª canção mais tocada em 1999.
Em 2019, 20 anos após seu lançamento, a canção foi regravada pela cantora Gretchen.